# Nereu Ramos

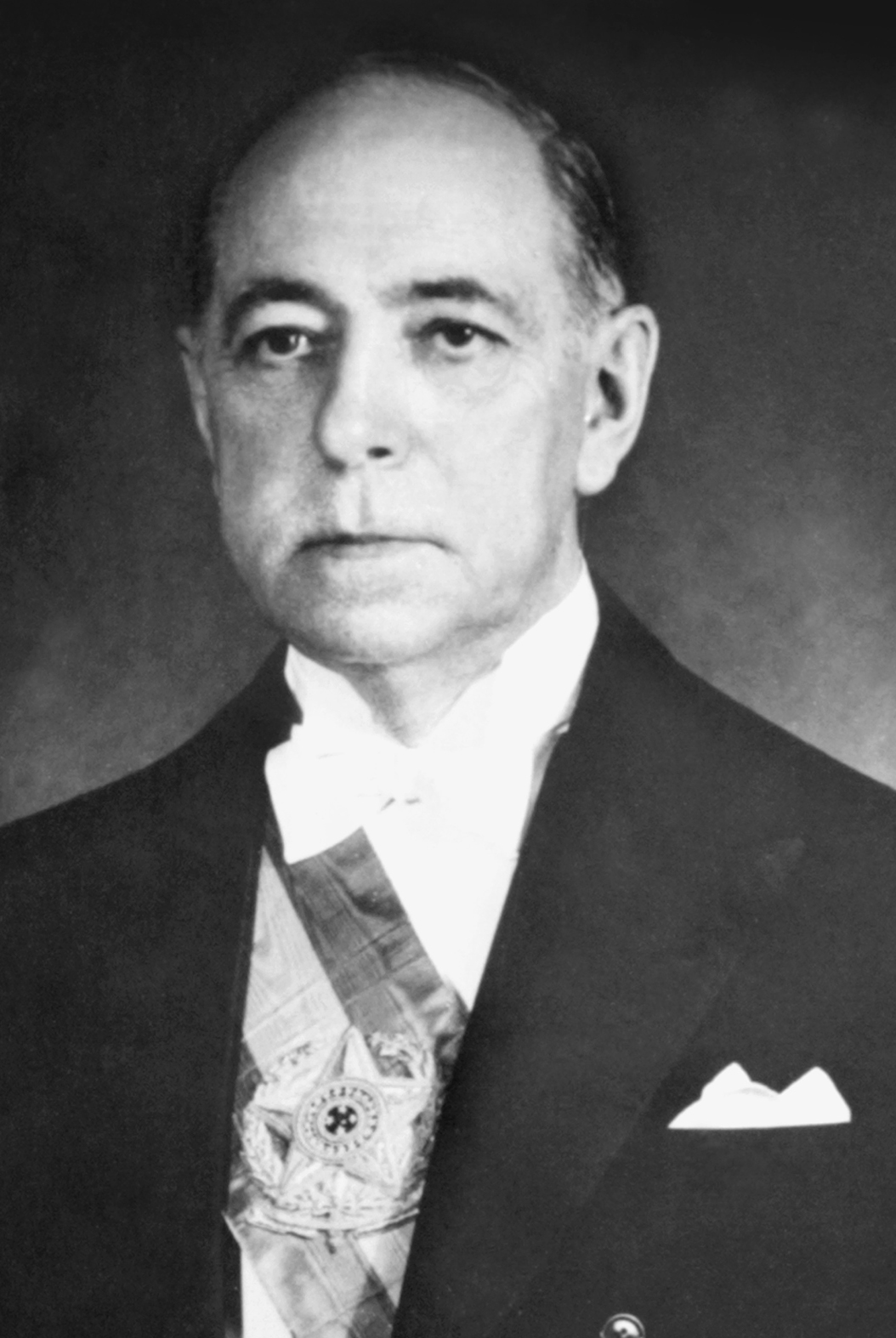
Nereu de Oliveira Ramos

Nereu de Oliveira Ramos (* 3. September 1888 in Lages, Santa Catarina; † 16. Juni 1958 in São José dos Pinhais, Paraná) war ein brasilianischer Politiker.

## Karriere
Nereu Ramos war von 1947 bis 1951 Vizepräsident unter Präsident Getúlio Dornelles Vargas. Nachdem Vargas’ Nachfolger João Café Filho wegen schlechter Gesundheit zurückgetreten war und das Militär seinen zweiten Nachfolger Carlos Coimbra da Luz nach zwei Tagen im Amt abgesetzt hatte, wurde Nereu Ramos am 11. November 1955 Präsident, um Vargas’ Legislaturperiode zu beenden. Nereu de Oliveira Ramos regierte bis zum 16. Juni 1956. Er war Mitglied des 1945 gegründeten Partido Social Democrático.
Ramos verstarb beim Absturz von Flug 412 in São José dos Pinhais nahe dem Flughafen Curitiba am 16. Juni 1958. Die Convair CV-440 der Cruzeiro do Sul war auf dem Flug von Florianópolis nach Rio de Janeiro mit Zwischenlandungen in Curitiba und São Paulo. Ursache hierfür war eine Windscherung beim Landeanflug, die Maschine wurde unkontrollierbar. Alle 21 Insassen kamen ums Leben.
Ramos war Mitgründer der Academia Catarinense de Letras und wählte Jonas de Oliveira Ramos als Namenspatron für den Stuhl 22.
| Vorgänger             | Amt                                                       | Nachfolger           |
| --------------------- | --------------------------------------------------------- | -------------------- |
| Carlos Coimbra da Luz | Präsident von Brasilien 11. November 1955 – 16. Juni 1956 | Juscelino Kubitschek |